# Període del Segon Temple
El període del Segon Temple a la història jueva va des del 530 aC fins al 70 dC, quan existí el Segon Temple de Jerusalem. Durant aquell període es formaren les sectes dels fariseus, saduceus, essenis i zelotes. El període del Segon Temple acabà amb la Primera Guerra Judeoromana i el Setge de Jerusalem del 70 dC amb la destrucció del temple.
Després de la mort dels últims Neviïm de l'antiguitat i encara sota el domini persa, el lideratge del poble jueu estava en mans de cinc generacions successives de zugots líders. Floriren primer sota els perses (539-332 aC), després sota els grecs (332-167 aC), després sota el regne asmoneu independent (140-37 aC) i finalment sota els romans (63 aC-132 dC).
Durant aquest període, el judaisme del Segon Temple pot veure's com format per tres grans crisis i llurs resultats, atès que diversos grups de jueus varen reaccionar-hi de manera diferent. Primer vingué la destrucció del Regne de Judà (587/6 aC), quan els jueus perderen la seva independència, la seva monarquia, la seva ciutat santa i el Primer Temple; i la majoria foren enviats a l'exili a Babilònia. En conseqüència, s'enfrontaren a una crisi teològica que involucrava la naturalesa, el poder i la bondat de Déu i també foren amenaçats culturalment, racialment i cerimonialment quan foren llançats a la proximitat d'altres pobles i grups religiosos. La posterior absència de profetes reconeguts en el període els deixà sense la seva versió de guia divina en un moment en què se sentien més en necessitat de suport i direcció. La segona crisi fou la creixent influència de l'hel·lenisme en el judaisme, que culminà amb la rebel·lió dels macabeus del 167 aC. La tercera crisi fou l'ocupació romana de Judea, començant amb Pompeu i el seu saqueig de Jerusalem el 63 aC. Això inclou el nomenament d'Herodes el Gran com rei dels jueus pel Senat Romà i l'establiment del Regne Herodià de Judea, que comprèn parts del que avui és Israel, Palestina, la Franja de Gaza, Jordània, el Líban i Síria.

## Construcció del Segon Temple

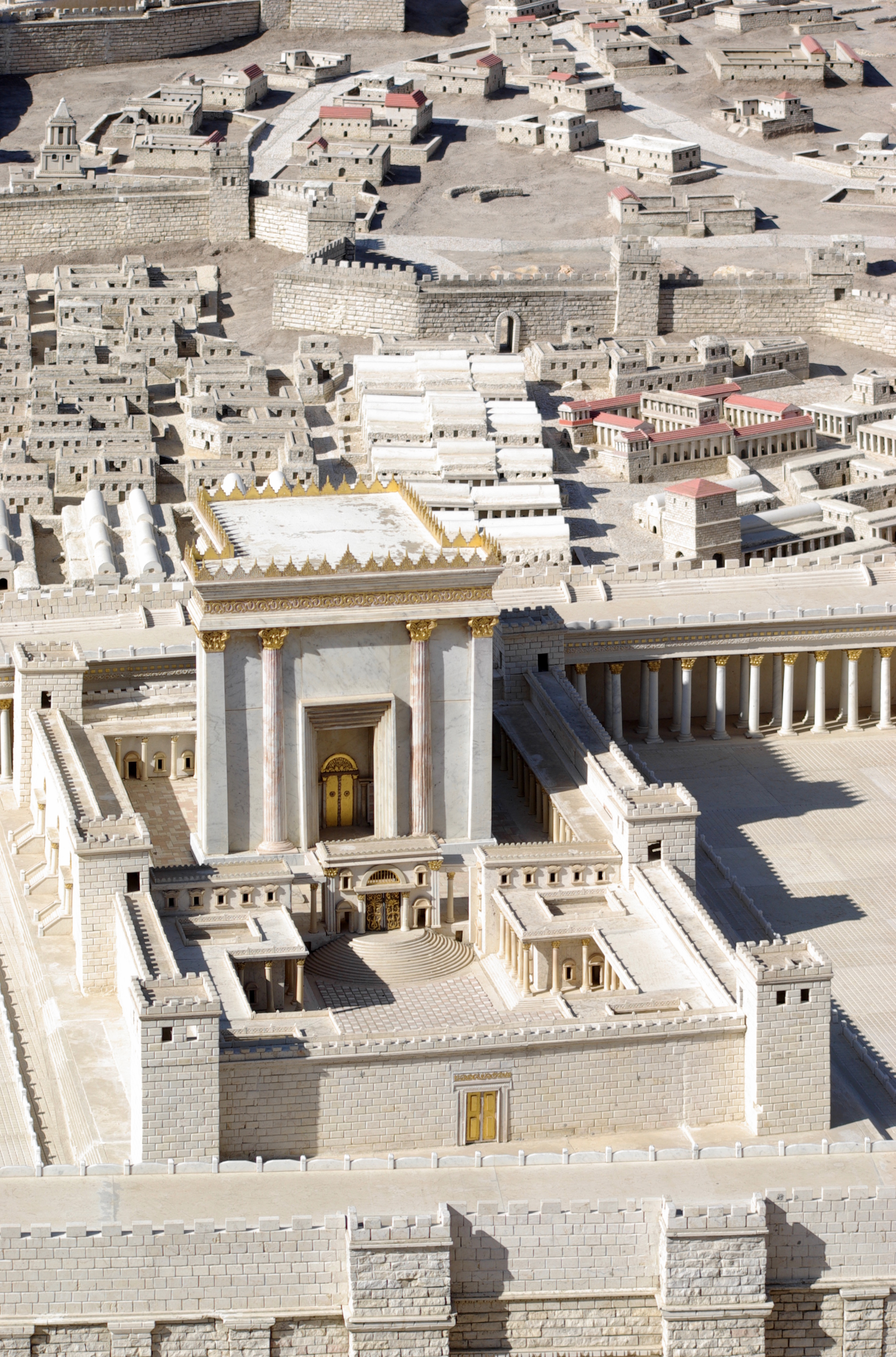
Model del Segon Temple de Jerusalem, Museu d'Israel, Jerusalem.

La construcció del Segon Temple es completà sota la direcció dels tres últims profetes jueus Ageu, Zacaries i Malaquies, amb l'aprovació i el finançament perses.

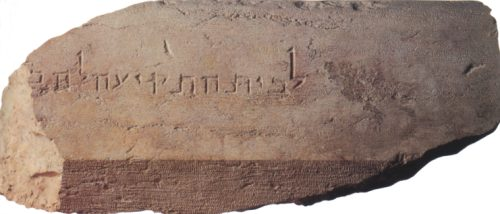
La inscripció del lloc de la trompeta, una pedra (2,43 x 1m) amb la inscripció en hebreu «al lloc de la trompeta» excavada per Benjamin Mazar al peu meridional del Mont del Temple, part del Segon Temple.

Basat en la narració bíblica, després de la tornada del captiveri Babiloni sota Zorobabel, gairebé immediatament es feren preparatius per reorganitzar la desolada província de Yehud després de la desaparició del Regne de Judà seixanta anys abans.
El cos de pelegrins, format per 42.360 persones, havent completat el llarg i trist viatge d'uns quatre mesos, des de la riba de l'Eufrates fins a Jerusalem, foren animats en tots els seus procediments per un fort impuls religiós i, per tant, una de les seves primeres preocupacions era restaurar la seva antiga casa de culte mitjançant la reconstrucció del seu temple destruït i la restitució dels rituals de sacrifici, coneguts com els korbans.
Per invitació de Zorobabel, el governador, qui els mostrà un notable exemple de liberalitat contribuint personalment amb 1.000 dàrics d'or, a més d'altres dons, el poble lliurà els seus dons al sagrat tresor amb gran entusiasme. Primer erigiren i dedicaren l'altar de Déu al lloc exacte on abans hi havia estat, i després netejaren les runes carbonitzades que ocupaven el lloc de l'antic temple; i al segon mes del segon any (535 aC), enmig d'un gran entusiasme públic, s'assentaren els fonaments del Segon Temple. Un gran interès se sentí en aquell gran moviment, tot i que fou vist amb sentiments barrejats pels espectadors.
Els samaritans, habitants de la capital del que havia estat Israel, feren propostes de cooperació en l'obra. Tanmateix, Zorobabel i els ancians declinaren tota aquella cooperació, tot creient que els jueus havien de construir el Temple sense cap ajuda. Immediatament es difongueren informes dolents sobre els jueus. Segons Esdres 4:5, els samaritans tractaren de «frustrar-los els propòsits» i enviaren missatgers a Ecbàtana i Susa, amb el resultat que l'obra fou suspesa.

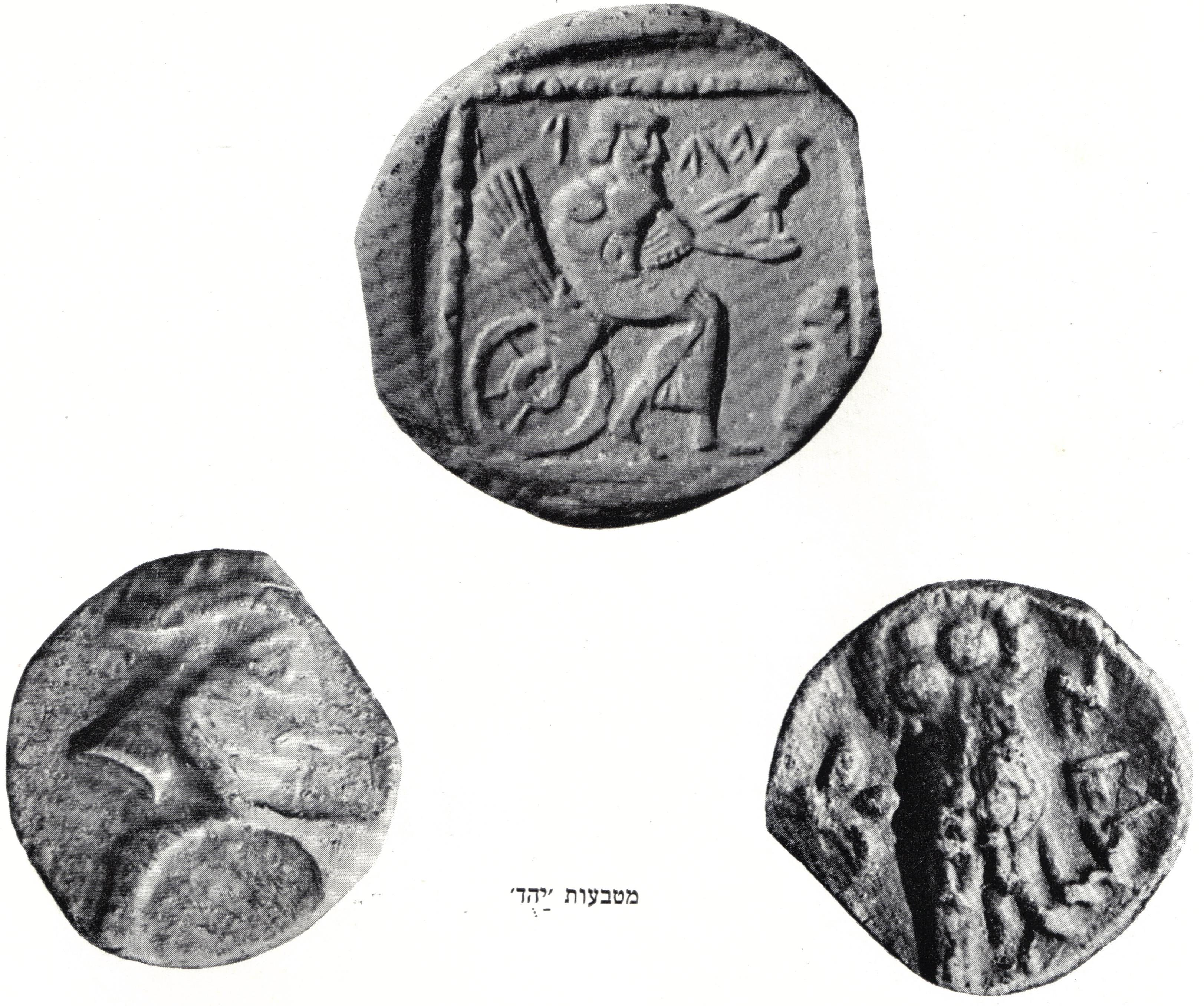
Monedes de Yehud: monedes forjades a la província de Judea durant el període persa.

Set anys més tard, Cir II el Gran, qui permeté als jueus tornar a la seva pàtria i reconstruir-hi el temple, morí i fou succeït pel seu fill Cambises. Quan aquest morí, el «fals Smerdis», un impostor, ocupà el tron durant uns set o vuit mesos, i després Darios el Gran es convertí en rei (522 aC). Al segon any d'aquest monarca, l'obra de reconstrucció del temple fou represa i acabada, sota l'estímul dels seriosos consells i admonicions dels profetes Ageu i Zacaries. Estava enllestida per a la consagració a la primavera del 516 aC, més de vint anys després de la tornada del captiveri. El temple es completà el tercer dia del mes d'Adar, al sisè any del regnat de Darios, enmig de gran gaudi per part de tot el poble, encara que era evident que els jueus ja no eren un poble independent, sinó subjecte a una potència estrangera. El Llibre d'Ageu inclou una predicció que la glòria del Segon Temple seria més gran que la del primer.

## Era hel·lenística
El 332 aC, els perses foren derrotats per Alexandre el Gran. Després de morir aquest, i la divisió de l'imperi d'Alexandre entre els seus generals, es formà l'Imperi Selèucida.
Durant aquest temps, tot de corrents del judaisme foren influenciats per la filosofia hel·lenística desenvolupada del segle iii aC, notablement la diàspora jueva a Alexandria, culminant amb la compilació de la Septuaginta. Un important defensor de la simbiosi de la teologia jueva i el pensament hel·lenístic n'és Filó d'Alexandria.

## Dinastia asmonea
El deteriorament de les relacions entre jueus hel·lenitzats i jueus religiosos portà el rei selèucida Antíoc IV a imposar decrets, prohibint certs ritus i tradicions religioses jueves. En conseqüència, els jueus ortodoxos s'hi rebel·laren sota el lideratge de la família asmonea (també coneguda com els macabeus). Aquesta revolta conduí a l'eventual formació d'un regne de Judea independent, sota la dinastia dels asmoneus, que durà entre el 165 i el 37 aC. La dinastia asmonea es desintegrà eventualment com a resultat de la guerra civil entre els fills de Salomé Alexandra: Hircà II i Aristòbul II. El poble, que no volia ser governat per un rei sinó pel clergat teocràtic, feu crides en aquest esperit a les autoritats romanes. Una intervenció romana a la guerra civil a Judea tingué lloc després de la campanya de conquesta i d'annexió de Síria dirigida per Pompeu. Tanmateix, el germà rival asmoneu pro-partià aviat hi dugué suport dels partians i el tron canvià fins que Herodes el Gran s'hi establí com un nou rei pro-romà de Judea.

## Dinastia herodiana
El Regne de Judea sota Herodes experimentà un període de creixement i d'expansió. Com un aliat proper i lleial als romans, Herodes estengué el seu govern fins a Aràbia, hi creà projectes ambiciosos de construcció i renovà el Temple.
Després de la mort d'Herodes el 4 aC, el regne fou dividit en diverses parts a cadascun dels seus tres fills (inicialment quatre parts), formant la Tetrarquia. La part central de la Tetrarquia fou donada a Arquelau, incloent-hi Judea pròpiament, Edom i Samaria. El 6 dC el país caigué de nou en l'agitació, i el governant herodià de Judea fou deposat en favor de la formació d'una nova província romana: la Judea romana. Filip governà Iturea i Traconítide fins a la seva mort el 34 dC, quan fou succeït com a tretarca per Herodes I Agripa, que havia estat governador de Calcis. Agripà lliurà a Calis el seu germà Herodes de Calcis i governà en lloc de Filip. A la mort d'Herodes Antipas l'any 39 dC, Herodes Agripa es convertí també en governant de Galilea, i el 41 dC, com un senyal de favor de l'emperador Claudi, succeí el prefecte romà Marul com a governant de Judea. Amb aquesta adquisició, el regne dels jueus herodià fou nominalment restablert fins al 44 dC, tot i que no hi ha cap indicació que l'estatus com a província romana fos suspès.

### Herodes el Gran
Herodes el Gran fou el rei romà de Judea. Era un personatge desconcertant que era conegut per diverses coses tant bones com dolentes. És potser més conegut per ser un «boig» que feu matar diverses de les seves dones i fills, entre d'altres. Herodes era també un rei exitós que tenia grans projectes de construcció a Judea, incloent-hi l'expansió del Segon Temple a Jerusalem. Molts de les destinacions turístiques més populars a Israel avui dia, com el Mur de les Lamentacions i la Torre de David, foren construïdes per Herodes.
La mort d'Herodes el 4 dC causà l'alliberament de les frustracions acumulades de la gent que fou suprimida per la seva brutalitat. Moltes persones s'empobriren a causa dels alts imposts i despeses d'Herodes. Quan morí, els seus projectes de construcció que un cop permeteren oportunitats de feina foren paralitzats, i moltes persones quedaren sense ocupació. Això creà frustracions que, en última instància, contribuïren a les causes de la Primera Guerra Judeoromana.